# چکاوک‌های هدهدی
چکاوک‌های هدهدی (نام علمی: Alaemon) نام یک سرده از تیره چکاوک است.

## گونه‌ها
- چکاوک هدهدی،  Alaemon alaudipes
- چکاوک هدهدی کوچک،  Alaemon hamertoni